# Liste der denkmalgeschützten Objekte in Bad Zell
Die Liste der denkmalgeschützten Objekte in Bad Zell enthält die 10 denkmalgeschützten, unbeweglichen Objekte in Bad Zell im Bezirk Freistadt (Oberösterreich).

## Denkmäler
| Foto |                 | Denkmal                                                                          | Standort                                               | Beschreibung | Metadaten |
| ---- | --------------- | -------------------------------------------------------------------------------- | ------------------------------------------------------ | --- | --- |
| ja   | Datei hochladen | Bauernhof Meier in der Aich, ehem. Schloss Aich HERIS-ID: 19002 Objekt-ID: 15300 | Aich 1 Standort KG: Aich                               | Trotz der Umbauten zu einem Bauernhaus ist die Grundstruktur eines Schlosses noch immer erkennbar. Der Wehrturm wurde zwar abgetragen, aber über dem Wohneingang befinden sich zwei Wappensteine der Schattauer. Der Palas wurde um ein Stockwerk gekürzt und zum Hausstock umgebaut. Anstelle der ehemaligen, großen Schlosskapelle befindet sich heute die Hofmauer. Die Kapelle stellte die Verbindung vom Wohn- zum Wirtschaftstrakt her. Der ursprüngliche Eingang des Schlosses befand sich beim Torturm, der heute noch steht. | BDA-Hist.: Q1559433 Status: Bescheid Stand der BDA-Liste: 2025-06-30 Name: Bauernhof Meier in der Aich, ehem. Schloss Aich GstNr.: .73 Schloss Aich              |
| ja   | Datei hochladen | Bauernhof Unterpichler HERIS-ID: 19003 Objekt-ID: 15301                          | Aich 31 Standort KG: Aich                              | Ein Dreiseithof aus dem 16./17, Jahrhundert, der 1882 teilweise umgebaut wurde. Der Hof verfügt über Walm- und Schopfwalmdächer mit Strohdeckung. Im Inneren findet sich eine Holzdecke mit Rüstbaum aus 1596. | BDA-Hist.: Q37846469 Status: Bescheid Stand der BDA-Liste: 2025-06-30 Name: Bauernhof Unterpichler GstNr.: .49 Bauernhof Unterpichler, Bad Zell                  |
| ja   | Datei hochladen | Ehem. Schloss Zellhof HERIS-ID: 19031 Objekt-ID: 15329                           | Zellhof 1 Standort KG: Brawinkl                        | Heute sind nur mehr Teile der Anlage erhalten. Die ehemalige barocke Jakobskapelle ist heute eine unansehnliche, ruinöse Rumpelkammer. Äußerlich zwar noch als Kapelle identifizierbar (oktogonaler Grundriss), ist im Inneren das Gewölbe demoliert und die Einrichtung verschwunden. Lediglich einzelne Malereien deuten auf die einstige Verwendung als Schlosskapelle hin. | BDA-Hist.: Q2244310 Status: Bescheid Stand der BDA-Liste: 2025-06-30 Name: Ehem. Schloss Zellhof GstNr.: .23 Schloss Zellhof                                     |
| ja   | Datei hochladen | Ehem. Marktspital HERIS-ID: 19069 Objekt-ID: 15367                               | Binderberg 1 Standort KG: Zell bei Zellhof             | Früher außerhalb des Markts gelegen, Ende des 16. Jahrhunderts erbaut, 1928 wurde aufgestockt. Es existieren noch Wandmalereireste und Inschriften auf der Außenseite. | BDA-Hist.: Q37846553 Status: § 2a Stand der BDA-Liste: 2025-06-30 Name: Ehem. Marktspital GstNr.: .70                                                            |
| ja   | Datei hochladen | Dreifaltigkeitskapelle HERIS-ID: 19072 Objekt-ID: 15370                          | bei Galgenbühel 1 Standort KG: Zell bei Zellhof        | Spätbarocke Kapelle aus 1800 mit Wandmalereien und Heiligenfiguren hll. Sebastian und Leonhart(?). | BDA-Hist.: Q37846577 Status: § 2a Stand der BDA-Liste: 2025-06-30 Name: Dreifaltigkeitskapelle GstNr.: 383/3 Dreifaltigkeitskapelle, Bad Zell                    |
| ja   | Datei hochladen | Figur Hl. Johannes Nepomuk HERIS-ID: 19068 Objekt-ID: 15366                      | Kirchenplatz 1, bei Standort KG: Zell bei Zellhof      | Darstellung des Heiligen Nepomuk aus 1764/65. | BDA-Hist.: Q37846543 Status: § 2a Stand der BDA-Liste: 2025-06-30 Name: Figur Hl. Johannes Nepomuk GstNr.: 20                                                    |
| ja   | Datei hochladen | Pfarrhof, Kindergarten HERIS-ID: 19067 Objekt-ID: 15365                          | Kurhausstraße 1 Standort KG: Zell bei Zellhof          | Ehemaliger Wirtschaftshof des Pfarrhofs. Bau aus 1689 mit Kreuzgratgewölben auf Pfeilern. | BDA-Hist.: Q37846536 Status: § 2a Stand der BDA-Liste: 2025-06-30 Name: Pfarrhof, Kindergarten GstNr.: .8                                                        |
| ja   | Datei hochladen | Pranger HERIS-ID: 19073 Objekt-ID: 15371                                         | Marktplatz 28, gegenüber Standort KG: Zell bei Zellhof | Prangersäule am Marktplatz aus dem Jahr 1574. Auf der Säule stehend eine Statue in Ritterrüstung, Schwert und Schild (darauf das Wappen der Jörger von Tollet) – das einzig erhaltene Prangermandl Oberösterreichs. | BDA-Hist.: Q105640679 Status: § 2a Stand der BDA-Liste: 2025-06-30 Name: Pranger GstNr.: 899/2 Pranger Bad Zell                                                  |
| ja   | Datei hochladen | Kath. Pfarrkirche Hl. Johannes der Täufer HERIS-ID: 19066 Objekt-ID: 15364       | Kirchenplatz 1 Standort KG: Zell bei Zellhof           | Die Kirche zeigt sich als eine dreischiffige, gestaffelte Anlage mit bemerkenswerten Gewölberippenformationen (Schlingrippen, Netzrippen) aus ca. 1470–1510 mit einem 45 Meter hohen Turm. Ursprünglich ein romanischer Bau mit gotischen und spätgotischen Umbauten. Bemerkenswerter Hochaltaraufbau 1746, der den gesamten Chor einbezieht. Ende des 19. Jahrhunderts kam es zu einer teilweisen Regotisierungen des Baues (Fenstermaßwerke, Seitenaltäre, Turm etc.).                                                              | BDA-Hist.: Q2082544 Status: § 2a Stand der BDA-Liste: 2025-06-30 Name: Kath. Pfarrkirche Hl. Johannes der Täufer GstNr.: .7 Sankt Johannes der Täufer (Bad Zell) |
| ja   | Datei hochladen | Bildstock, Franzosenkreuz HERIS-ID: 19080 Objekt-ID: 15378                       | Standort KG: Zell bei Zellhof                          | Aus dem 17. Jahrhundert nordwestlich des Friedhofs | BDA-Hist.: Q37846597 Status: § 2a Stand der BDA-Liste: 2025-06-30 Name: Bildstock, Franzosenkreuz GstNr.: 916                                                    |